# Pteronura brasiliensis
La lontra gigante o lontra gigante del Brasile (Pteronura brasiliensis (Gmelin, 1788)) è un mammifero carnivoro sudamericano. Con una lunghezza che può raggiungere i 180 cm, è il rappresentante più lungo della famiglia dei mustelidi (Mustelidae), un gruppo di predatori di successo planetario. Ogni gruppo di lontre si stringe attorno a una coppia riproduttiva dominante ed è estremamente coeso e cooperativo. Sebbene la specie sia generalmente pacifica, è comunque territoriale e sono state osservate aggressioni tra membri di gruppi diversi. La lontra gigante è un animale diurno e in quanto tale è attiva esclusivamente durante le ore del giorno. È la più rumorosa tra le specie di lontre e sono state documentate vocalizzazioni distinte per indicare allarme, aggressività e rassicurazione.
La lontra gigante è diffusa nelle regioni centro-settentrionali dell'America del Sud, soprattutto lungo il Rio delle Amazzoni e nel Pantanal.
Il suo areale si è oggi ridotto considerevolmente ed è molto discontinuo. Decenni di bracconaggio per la sua pelliccia vellutata, che raggiunse un picco notevole negli anni '50 e '60, ne hanno ridotto fortemente il numero di esemplari. Nel 1999 la specie è stata dichiarata in pericolo di estinzione e la popolazione in natura è oggi costituita da meno di 5000 esemplari. Le Guyane sono una delle ultime vere roccaforti della specie, presente in numero cospicuo anche nell'Amazzonia peruviana - dove gode pure di un buon livello di protezione. È uno dei mammiferi più minacciati dell'intera regione neotropicale. I principali fattori di minaccia sono il degrado e la perdita dell'habitat. La lontra gigante è un ospite raro anche negli zoo: nel 2003 ve ne erano solamente 60 esemplari in cattività.
La lontra gigante ha sviluppato un'intera serie di adattamenti a uno stile di vita anfibio, tra cui una pelliccia straordinariamente fitta, una coda dalla forma simile a un'ala e piedi palmati. Predilige i fiumi e i torrenti, che sono soliti straripare durante la stagione delle piogge, ma si incontra anche in laghi e paludi. Costruisce vasti sistemi di tane in prossimità dei terreni di alimentazione, ripulendo vaste aree dalla vegetazione. La lontra gigante si nutre quasi esclusivamente di pesci, specialmente caracidi e pesci gatto, ma non disdegna granchi, tartarughe, serpenti e piccoli caimani. Non ha predatori naturali veri e propri, a parte l'uomo, ma compete per le risorse alimentari con altre specie, quali la lontra sudamericana, il giaguaro e i caimani.

## Etimologia
La lontra gigante è nota con molti nomi diversi. In Brasile viene chiamata ariranha, dalla parola tupí ari'raña, che significa «giaguaro d'acqua» (in portoghese onça-d'água). In spagnolo viene spesso indicata come lobo de río («lupo di fiume») o perro de agua («cane d'acqua»), nomi particolarmente usati di frequente nei resoconti degli esploratori del XIX e dei primi anni del XX secolo. Tutti e tre questi nomi vengono tuttora utilizzati in America del Sud, con un certo numero di varianti regionali. «Lontra gigante» in spagnolo e portoghese si dice rispettivamente nutria gigante e lontra gigante. Presso gli Achuar la specie è nota come wankanim, tra i Sanumá come hadami e tra i Macushi come turara. Il nome del genere, Pteronura, deriva dalle parole greche pteron / πτερόν («penna» o «ala») e oura / οὐρά («coda») e si riferisce alla caratteristica forma ad ala della coda.

## Tassonomia ed evoluzione

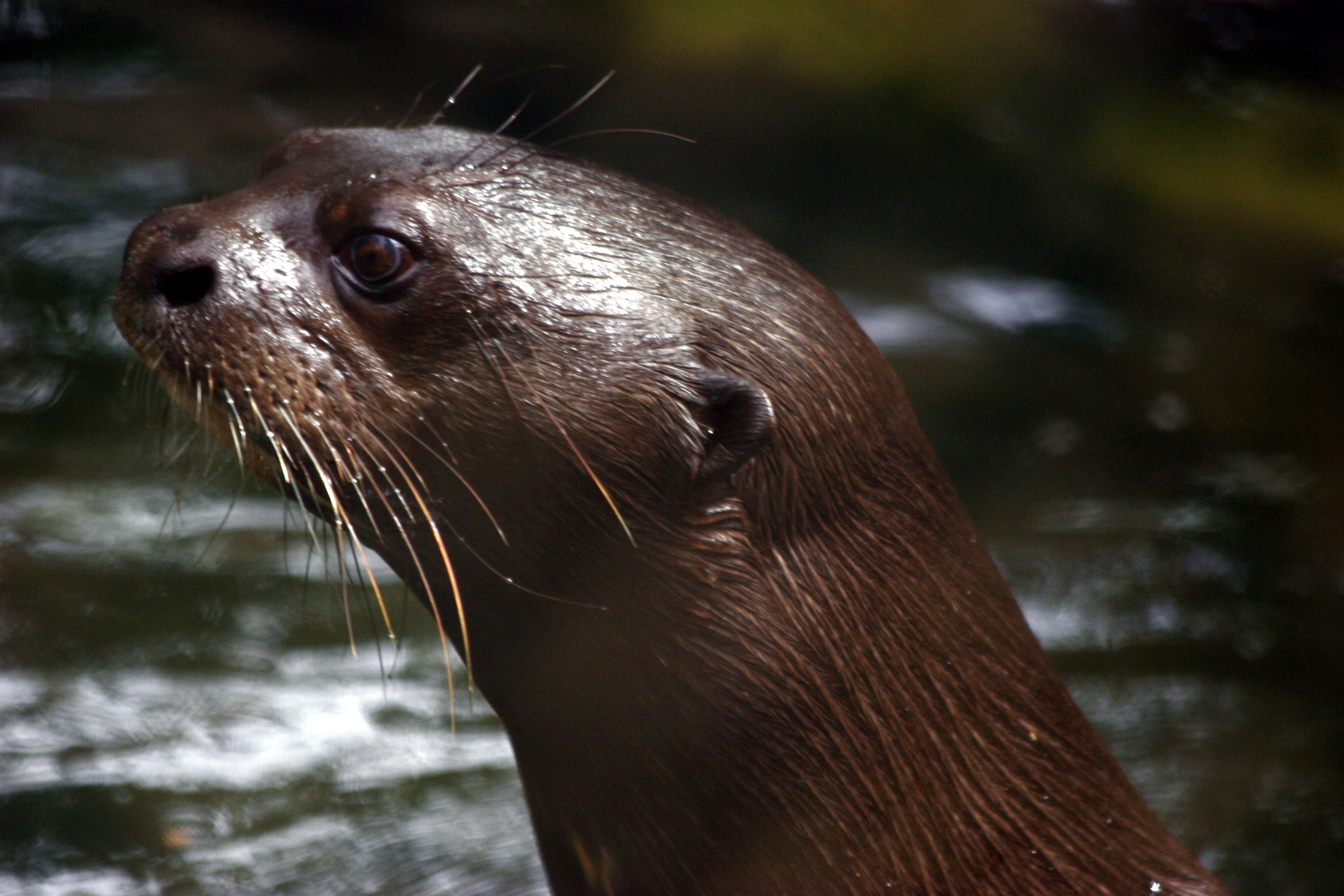
Primo piano di una lontra gigante presso l'istituto di ricerca del Museu Paraense Emílio Goeldi.

All'interno della famiglia dei Mustelidi le lontre costituiscono una sottofamiglia a sé, quella dei Lutrini (Lutrinae), cui appartiene il genere Pteronura, al quale la lontra gigante è la sola specie ascritta. L'opera canonica Mammal Species of the World riconosce due sottospecie, P. b. brasiliensis e P. b. paraguensis, ma la loro descrizione non troppo chiara ha portato gli studiosi del passato a descrivere numerosi sinonimi (l'ultima sottospecie, ad esempio, viene spesso chiamata P. b. paranensis in letteratura). P. b. brasiliensis è diffusa nella parte settentrionale dell'areale, nei sistemi fluviali dell'Orinoco, del Rio delle Amazzoni e dei fiumi delle Guiane; a sud, P. b. paraguensis era presente in Paraguay, Uruguay, Brasile meridionale e Argentina settentrionale, ma potrebbe essere estinta nelle ultime tre regioni. L'Unione internazionale per la conservazione della natura (IUCN) considera dubbia la presenza della specie in Argentina e Uruguay. Per quanto riguarda l'Argentina, le indagini hanno dimostrato la presenza di piccole popolazioni relitte. P. b. paraguensis sembra essere più piccola e più socievole e differirebbe dalla cugina settentrionale nella dentatura e nella morfologia del cranio. Carter e Rosas, tuttavia, rifiutarono nel 1997 la suddivisione in due sottospecie, facendo notare che tale classificazione era stata convalidata un'unica volta, nel 1968, e che l'olotipo di P. b. paraguensis appare molto simile a P. b. brasiliensis. Secondo la biologa Nicole Duplaix, la suddivisione in sottospecie è di «dubbio valore».
Si ritiene che un genere estinto, Satherium, migrato nel Nuovo Mondo durante il Pliocene o il Pleistocene inferiore, sia il progenitore della lontra gigante. La lontra gigante condivide il continente sudamericano con tre delle quattro specie del genere Lontra, endemico del Nuovo Mondo: la lontra sudamericana, la lontra australe e la lontra marina. (La quarta specie di Lontra è la lontra nordamericana (Lontra canadensis)) Nonostante la sovrapposizione degli areali, la lontra gigante sembrerebbe essersi evoluta indipendentemente da Lontra. Il suo parente esistente più prossimo sembra essere la lontra liscia (Lutrogale perspicillata) dell'Asia: sono state infatti notate similitudini per quanto riguarda il comportamento, le vocalizzazioni e la morfologia del cranio. Entrambe le specie mostrano anche un forte legame di coppia e il coinvolgimento paterno nelle cure parentali. Resti fossili di lontra gigante sono stati rinvenuti in una grotta del Mato Grosso.
Le analisi filogenetiche condotte da Koepfli e Wayne rilevarono cha la lontra gigante presentava le sequenze di divergenza più elevate di tutta la sottofamiglia dei Lutrini e che costituisse un clade distinto separatosi tra 14 e 10 milioni di anni fa. I due studiosi ipotizzarono che nell'albero filogenetico la specie costituisse un ramo basale delle lontre o addirittura cadesse fuori dalla loro linea evolutiva, essendosi separata anche prima di altri mustelidi, come l'ermellino, la puzzola e il visone. Successive ricerche sul sequenziamento dei geni dei mustelidi, effettuate a partire dal 2005, collocano la divergenza della lontra gigante in un periodo successivo, tra gli 11 e i 5 milioni di anni fa: l'albero filogenetico corrispondente individua la divergenza di Lontra come primo ramo ad essersi separato tra i Lutrini e Pteronura come secondo, sebbene gli intervalli di divergenza si sovrappongano.

## Descrizione

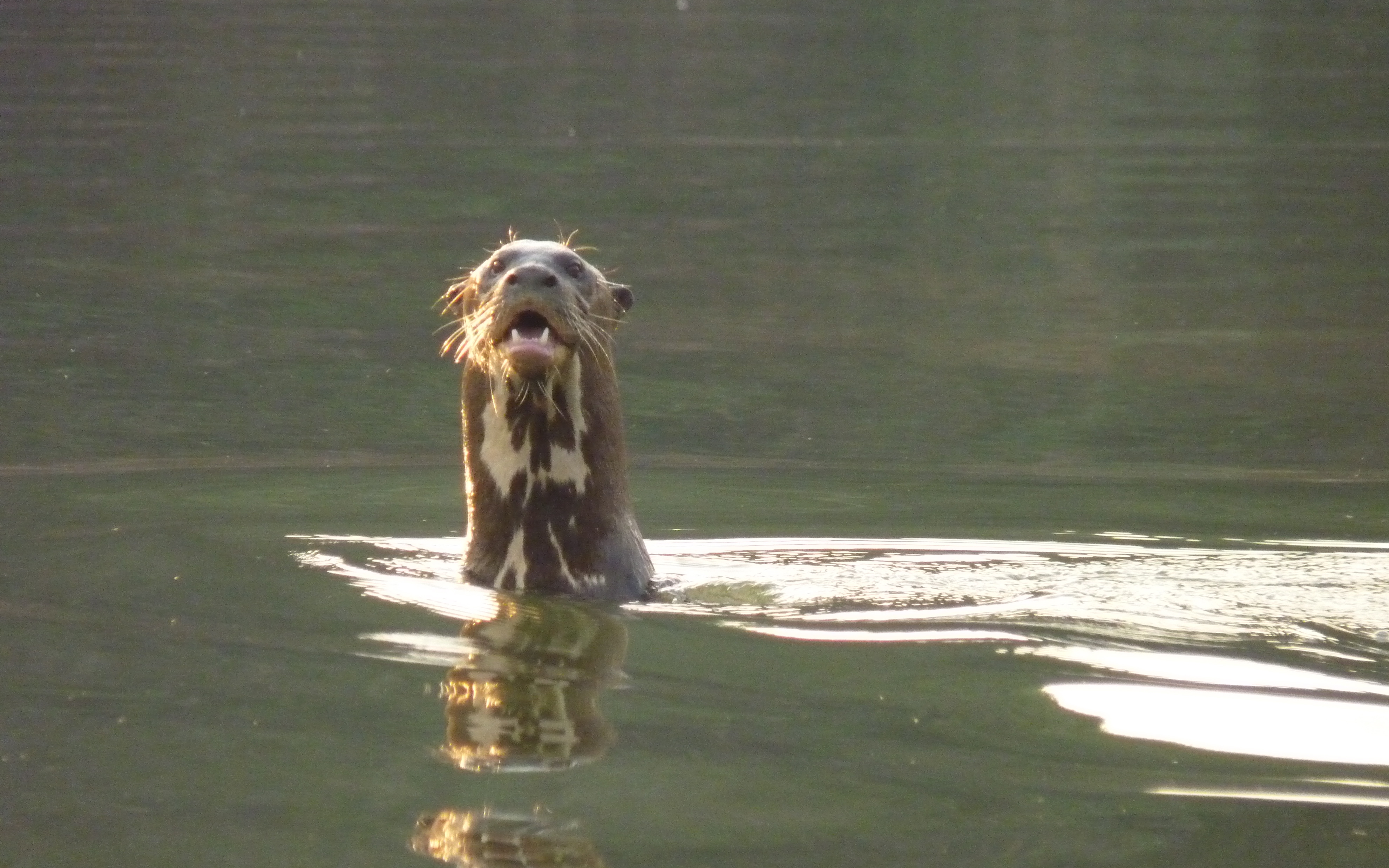
Nel parco statale del Cantão (Brasile) una lontra gigante esegue il periscoping, esibendo le macchie distintive sulla gola.

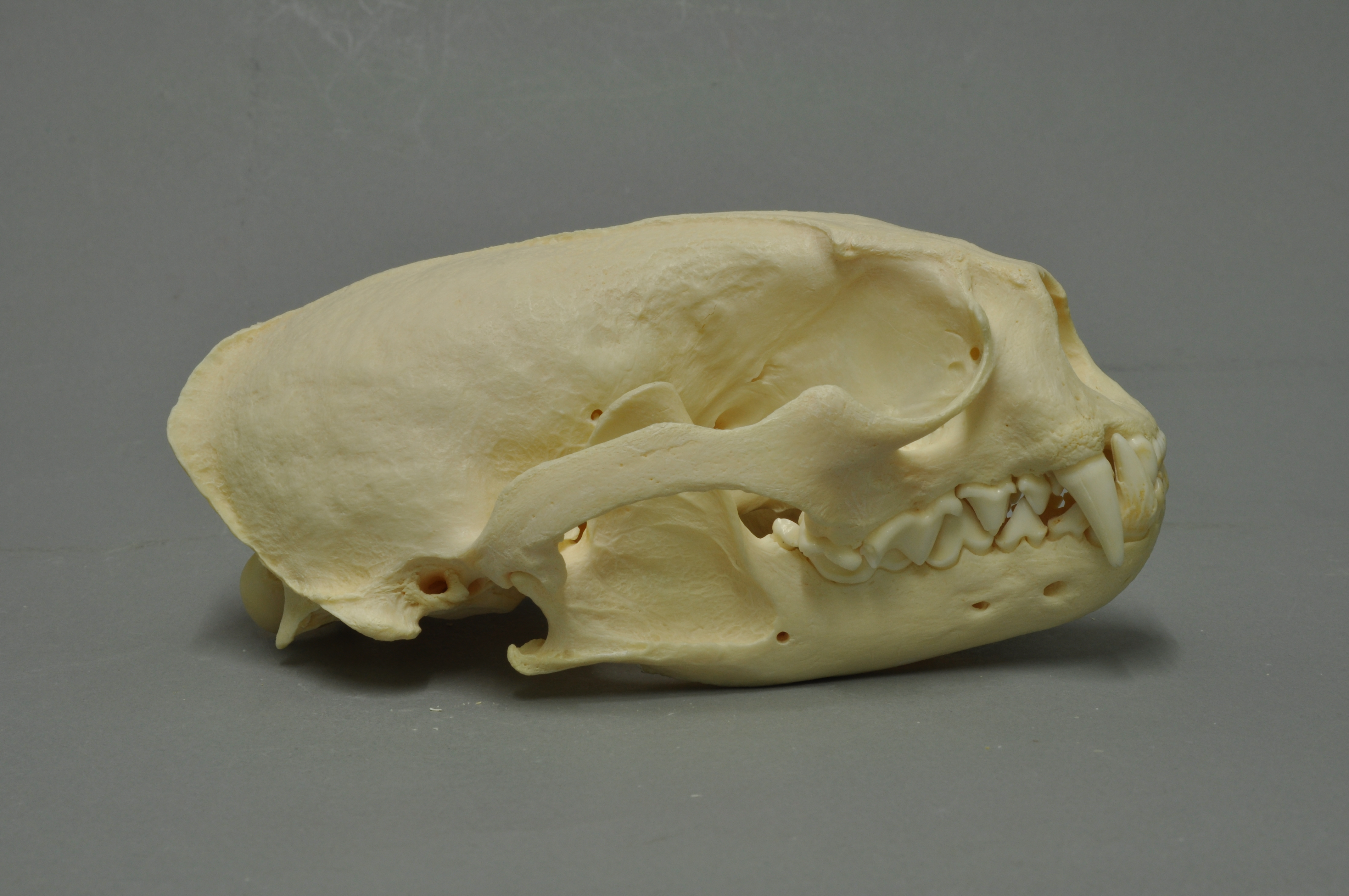
Il cranio visto di lato. Il muso è corto come quello di quasi tutti i mustelidi; la cresta sagittale pronunciata conferisce alla specie un morso molto potente.

La lontra gigante si distingue chiaramente dalle altre lontre tanto per caratteristiche morfologiche quanto comportamentali. È il rappresentante più lungo della famiglia dei mustelidi, sebbene la lontra di mare sia più pesante. I maschi misurano 150-170 cm dalla testa alla base della coda, le femmine 100-150 cm. La coda, forte e muscolosa, può aggiungere altri 70 cm alla lunghezza totale del corpo. Vecchie testimonianze basate sull'esame di pelli o sull'avvistamento di esemplari in natura suggeriscono l'esistenza di maschi lunghi fino a 240 cm, ma la caccia intensiva ha probabilmente ridotto la presenza di individui così imponenti. Il peso è di 26-32 kg per i maschi e di 22-26 kg per le femmine. La lontra gigante ha la pelliccia più corta tra tutte le lontre: è generalmente di colore marrone cioccolato, ma può anche essere rossastra o fulva e sembrare quasi nera quando è bagnata. La pelliccia è così fitta che l'acqua non riesce a penetrare fino alla pelle. I peli di guardia intrappolano l'acqua e mantengono asciutta la lanugine sottostante; sono lunghi circa 8 mm, circa il doppio dei peli che formano la lanugine. La sua consistenza vellutata rende l'animale molto ricercato dai commercianti di pellicce e ha contribuito al suo declino. Delle macchie bianche o color crema, la cui forma è unica per ciascun esemplare, ornano la gola e la regione sotto il mento e consentono di identificare i vari individui sin dalla nascita. Le lontre giganti usano queste macchie per riconoscersi e, quando incontrano altre lontre, si impegnano in un comportamento noto in inglese come periscoping, mostrando l'un l'altro la gola e la parte superiore del petto.
Il muso della lontra gigante è corto e sfuggente e conferisce alla testa la forma di una palla. Le orecchie sono piccole e arrotondate. Il naso (o rinario) è completamente ricoperto di pelo: rimangono visibili solamente le due narici a forma di fessura. I baffi altamente sensibili (vibrisse) consentono all'animale di percepire i cambiamenti della pressione dell'acqua e della corrente, un'abilità di grande aiuto per localizzare la preda. Le zampe sono corte e tozze e terminano con grandi piedi palmati dotati di artigli affilati. Perfettamente adattata ad uno stile di vita acquatico, la lontra gigante è in grado di chiudere le orecchie e il naso quando si immerge sott'acqua.
All'epoca delle ricerche di Carter e Rosas la vista non era ancora stata studiata accuratamente, ma le osservazioni sul campo mostrano che l'animale caccia principalmente facendo affidamento sulla vista: sopra l'acqua, è in grado di riconoscere gli osservatori a grande distanza. Il fatto che sia attiva esclusivamente durante il giorno suggerisce inoltre che la sua vista sia molto sviluppata, sì da essere di aiuto nella caccia e per evitare i predatori. In altre specie di lontra la vista è generalmente normale o leggermente miope, sia a terra che in acqua. L'udito della lontra gigante è acuto e il suo olfatto è eccellente.
La specie possiede 2n = 38 cromosomi.

## Biologia
La lontra gigante è una specie di grandi dimensioni gregaria e diurna. Le testimonianze dei primi viaggiatori parlano di gruppi rumorosi che circondavano le barche degli esploratori, ma il comportamento della specie rimase poco più che sconosciuto fino al lavoro pionieristico della Duplaix alla fine degli anni '70. Da allora, la preoccupazione per questa specie in via di estinzione ha fatto sì che essa divenisse l'oggetto di numerose ricerche, che hanno prodotto una gran mole di informazioni.

### Vocalizzazioni
La lontra gigante è un animale particolarmente rumoroso, dotato di un complesso repertorio di vocalizzazioni. Tutte le lontre producono vocalizzazioni, ma in quanto a frequenza e volume la lontra gigante può essere di gran lunga considerata la più vocale. La Duplaix ha identificato nove suoni distinti, con ulteriori suddivisioni possibili, a seconda del contesto. Dei rapidi latrati - hah - o degli sbuffi improvvisi indicano un interesse immediato e un possibile pericolo. Un grido di volume oscillante può essere emesso durante le finte cariche intimidatorie contro gli intrusi, mentre un ringhio di bassa intensità viene usato negli avvertimenti aggressivi. Mormorii e parlottii sono versi più rassicuranti all'interno del gruppo. I fischi possono essere usati per avvisare intenzioni non ostili tra i vari gruppi, ma le prove a tale proposito sono limitate. I cuccioli appena nati squittiscono per attirare l'attenzione, mentre i giovani più grandi gemono e si lamentano quando iniziano a partecipare alle attività di gruppo. In un'analisi pubblicata nel 2014 sono stati catalogati 22 tipi distinti di vocalizzazioni negli adulti e 11 nei neonati. Ogni famiglia di lontre ha dimostrato di avere una propria firma audio unica.

### Struttura sociale
La lontra gigante è un animale altamente sociale e vive in gruppi familiari allargati. Ogni gruppo può comprendere da due a 20 esemplari, ma generalmente il numero dei componenti oscilla tra quattro e otto. (Le testimonianze che parlano di un numero di esemplari più grande potrebbero riferirsi a due o tre gruppi familiari che si alimentano temporaneamente insieme) I gruppi sono fortemente coesi: le lontre dormono, giocano, si spostano e si nutrono insieme.

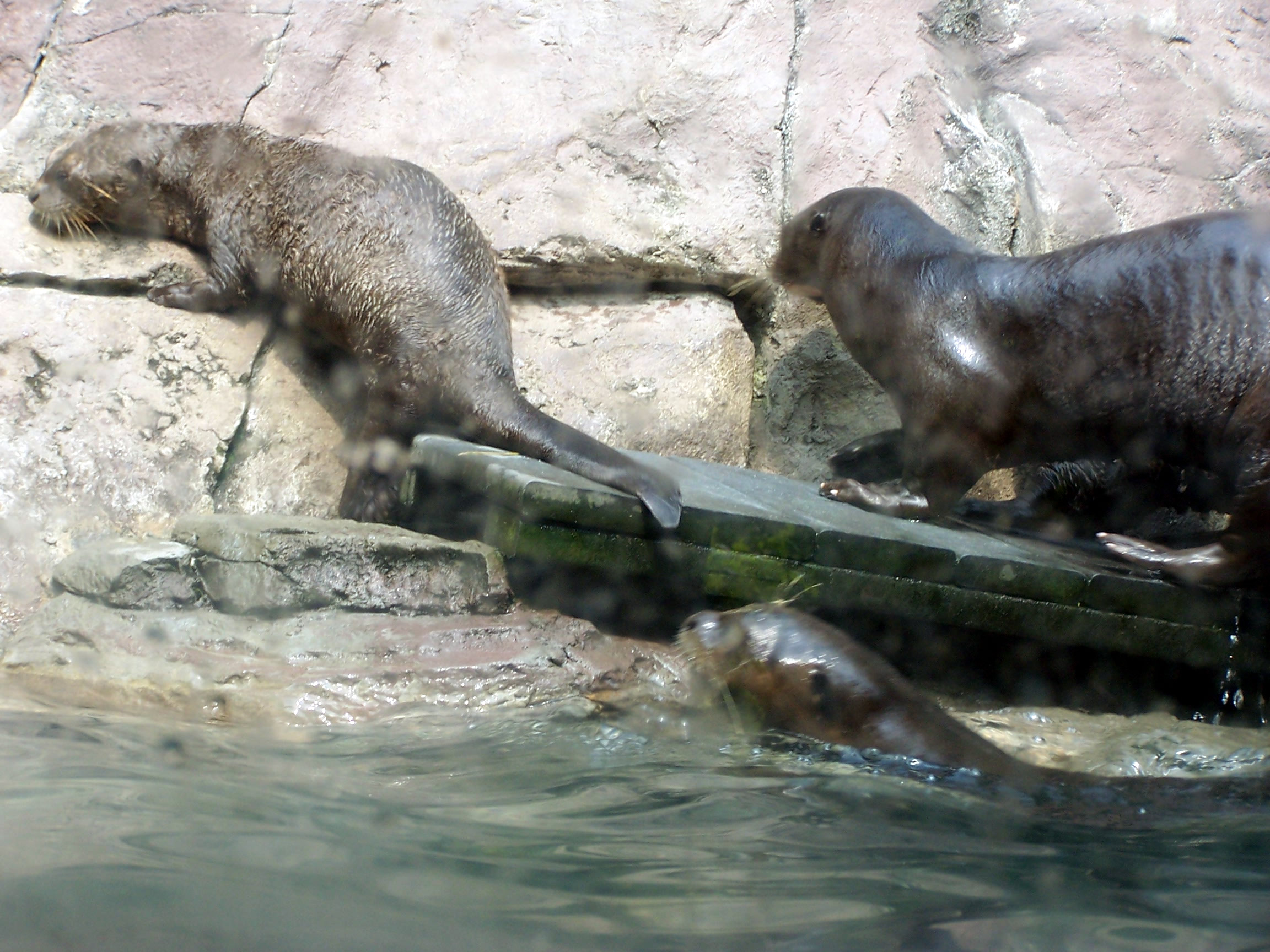
Lontre giganti lasciano la piscina insieme allo zoo di Philadelphia. La specie è estremamente sociale, cosa rara tra i mustelidi, e i gruppi sociali sono coesi.

I membri del gruppo condividono i ruoli e si stringono attorno alla coppia riproduttiva dominante. La specie è territoriale e i vari gruppi delimitano i propri territori con latrine, secrezioni ghiandolari e vocalizzazioni. È stato segnalato almeno un caso di cambiamento al vertice del gruppo, con un nuovo maschio che ha preso il posto del vecchio maschio alfa, ma non è stato possibile determinare le dinamiche di questa transizione. La Duplaix suggerisce una divisione tra esemplari «residenti», ben stabiliti all'interno di un gruppo o di un territorio, ed esemplari «transienti» nomadi e solitari; tali categorie non sembrano essere rigide ed entrambe possono costituire una componente normale del ciclo vitale della lontra gigante. Secondo una teoria, sarebbe stata la presenza di prede localmente abbondanti, ma disperse su un territorio molto ampio, ad aver portato allo sviluppo della socialità tra i mustelidi e alla formazione di gruppi.
Sono stati documentati episodi di aggressioni tra un individuo e l'altro (conflitto «intraspecifico»). La difesa contro gli intrusi sembra essere cooperativa: sebbene siano quasi sempre i maschi adulti a disputare gli scontri aggressivi, sono stati segnalati casi in cui le femmine alfa partecipano direttamente alla difesa del gruppo combattendo in prima linea. Nel Pantanal brasiliano è stata osservata direttamente una violenta aggressione ai danni di un esemplare da parte di altre tre lontre nei pressi del confine di un territorio. In un altro caso, sempre in Brasile, è stata rinvenuta la carcassa di un esemplare che presentava chiari segni di aggressione violenta da parte di altre lontre, inclusi morsi al muso e ai genitali, una modalità di attacco simile a quella mostrata dagli esemplari in cattività. Sebbene le aggressioni intraspecifiche non siano rare tra i grandi predatori, sono invece piuttosto infrequenti tra le altre specie di lontra; Ribas e Mourão suggeriscono che il comportamento aggressivo possa essere correlato alla socialità, anch'essa rara tra le altre lontre. Nonostante la loro indole tranquilla e pacifica, non bisogna sottostimare il comportamento aggressivo delle lontre giganti. I ricercatori sottolineano che anche tra i vari gruppi viene generalmente adottata la strategia di prevenire i conflitti. All'interno di un gruppo gli animali sono estremamente pacifici e collaborativi. Le gerarchie di gruppo non sono rigide e gli animali condividono facilmente i ruoli.

### Riproduzione

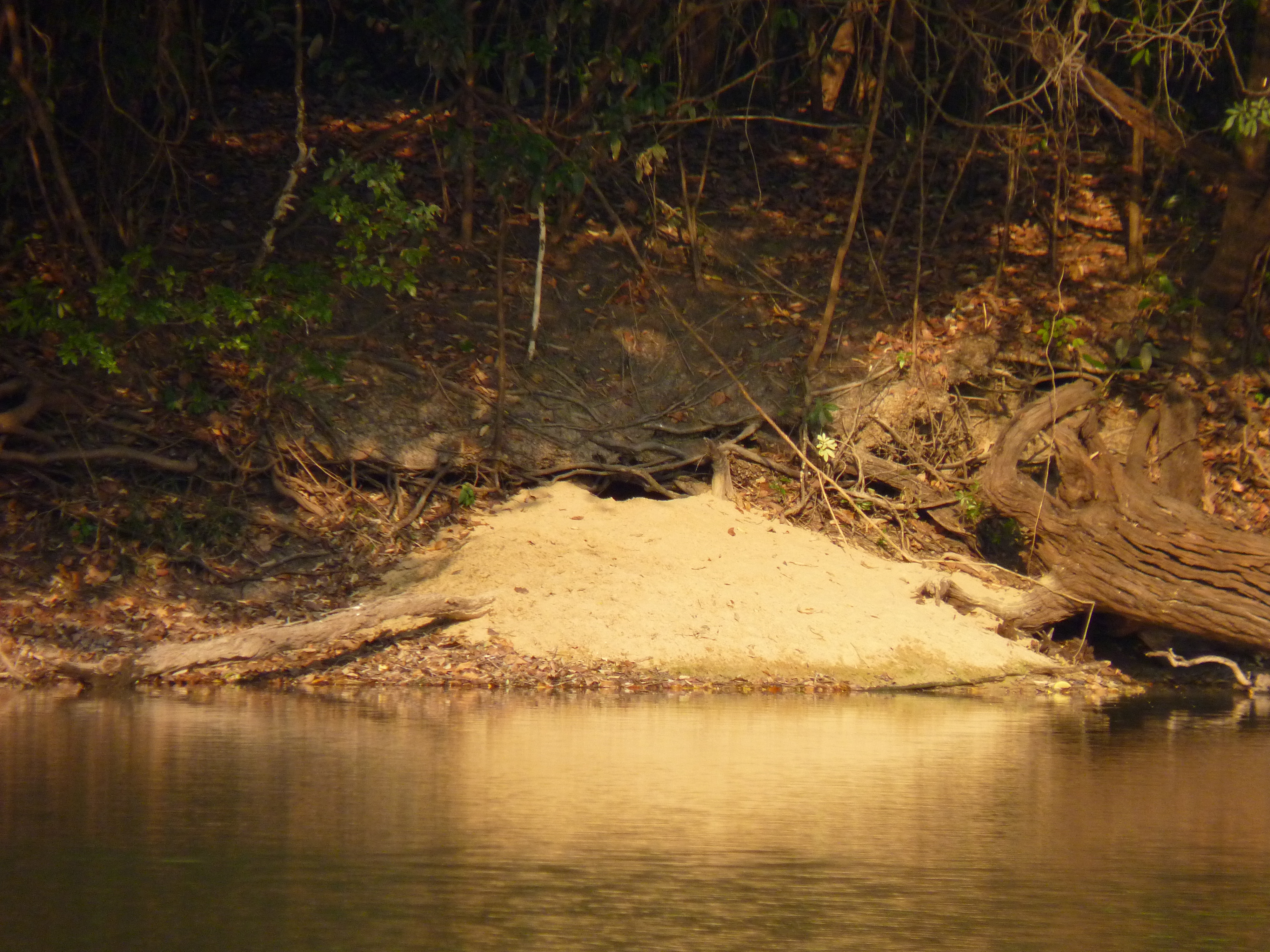
Una tana di lontra gigante scavata sulle sponde di un lago nel parco statale del Cantão - la sabbia bianca appena estratta è segno di un'attività di scavo recente.

Le tane delle lontre giganti sono delle cavità che questi animali scavano negli argini dei fiumi, generalmente dotate di più ingressi e più camere interne. All'interno di queste tane, durante la stagione secca, le madri danno alla luce i piccoli. Nel parco statale del Cantão le lontre scavano le loro cavità riproduttive sulle sponde delle lanche a partire più o meno da luglio, quando il livello dell'acqua è già piuttosto basso. Partoriscono tra agosto e settembre e i piccoli escono per la prima volta dalla tana in ottobre e novembre, vale a dire nei mesi in cui il livello delle acque raggiunge il minimo e i pesci si concentrano sempre più nei laghi e nei canali dotati di acqua sufficientemente alta. Ciò rende più facile per gli adulti catturare pesce a sufficienza per i piccoli che stanno crescendo, e per i cuccioli imparare a catturare i pesci. Il gruppo intero, compresi gli adulti che non si riproducono, che di solito sono fratelli maggiori dei cuccioli di quell'anno, collabora per catturare abbastanza pesce per i piccoli.
Le informazioni dettagliate sulla riproduzione e sul ciclo vitale della lontra gigante sono scarse e quasi tutto quel che sappiamo al riguardo deriva dallo studio degli esemplari in cattività. Sembra che le femmine possano partorire in ogni periodo dell'anno, ma in natura le nascite sembrano raggiungere il picco durante la stagione secca. Il ciclo estrale è di 21 giorni e le femmine sono ricettive alle avances sessuali per un periodo che varia da tre a dieci giorni. Lo studio degli esemplari in cattività ha rivelato che sono sempre i maschi a iniziare la copulazione. Al Tierpark Hagenbeck, in Germania, sono stati osservati legami di coppia a lungo termine e casi di scelta personalizzata del partner; la copulazione avviene più frequentemente in acqua. Le femmine hanno un periodo di gestazione di 65-70 giorni, trascorsi i quali danno alla luce da uno a cinque piccoli, con una media di due. Una ricerca protrattasi per oltre cinque anni su una coppia riproduttiva presso lo zoo di Cali, in Colombia, ha rilevato che l'intervallo medio tra una cucciolata e l'altra è di sei-sette mesi, ma perfino di appena 77 giorni se nessun membro della cucciolata precedente era sopravvissuto. Altre fonti indicano un intervallo maggiore, addirittura compreso tra 21 e 33 mesi per le lontre in natura.

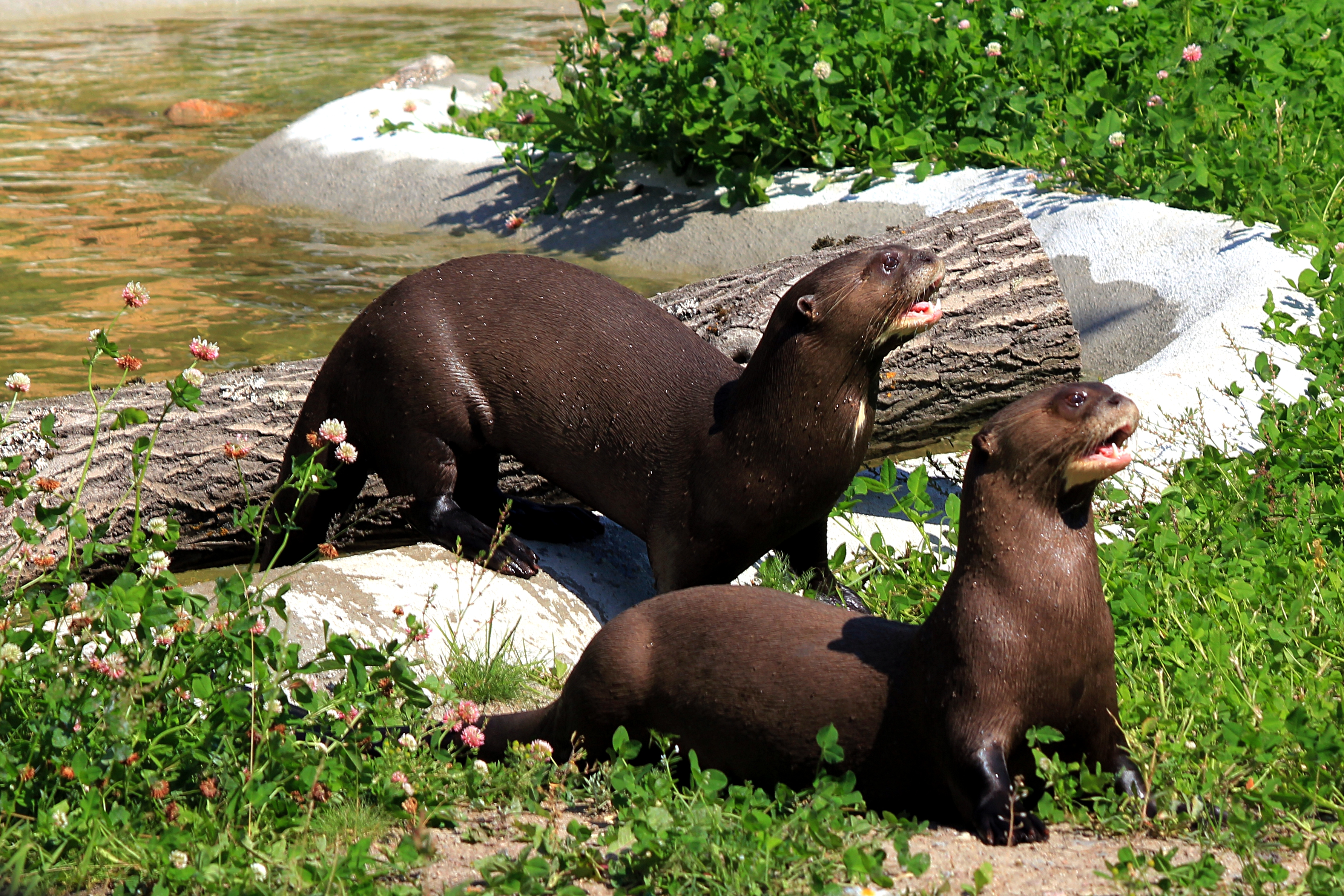
Le lontre giganti in cattività hanno contribuito notevolmente alla conoscenza scientifica della specie, fornendo soggetti prontamente disponibili per le ricerche sulla riproduzione e il ciclo vitale.

Le madri danno alla luce piccoli ciechi ma ricoperti di pelliccia in una tana sotterranea in prossimità delle sponde del fiume e dei siti di pesca. I maschi partecipano attivamente all'allevamento dei cuccioli e la coesione familiare è forte: anche i fratelli più grandi collaborano all'allevamento, sebbene nelle settimane immediatamente successive alla nascita possano lasciare temporaneamente il gruppo. I cuccioli aprono gli occhi a quattro settimane, iniziano a camminare a cinque e sono in grado di nuotare con sicurezza tra le 12 e le 14 settimane. Sono svezzati a nove mesi e iniziano a cacciare con successo subito dopo. Raggiungono la maturità sessuale a circa due anni di età e sia i maschi che le femmine lasciano definitivamente il gruppo dopo due o tre anni. Cercano quindi un nuovo territorio per creare una famiglia propria.
La lontra gigante è molto sensibile alle attività umane quando alleva i suoi piccoli. Nessuna struttura, ad esempio, è riuscita ad allevare cuccioli con successo senza aver fornito sufficienti misure di privacy ai genitori; lo stress causato dalle interferenze visive e acustiche umane può portare a negligenza, abuso e infanticidio, nonché a una diminuzione della lattazione. Alcuni studiosi hanno anche ipotizzato, sebbene questo non sia stato sistematicamente confermato, che i turisti causino stress simili: l'interruzione della lattazione e della costruzione della tana, la diminuzione delle attività di caccia e l'abbandono dell'area sono tutti potenziali rischi. A questa suscettibilità si accompagna una forte protezione nei confronti dei giovani. Tutti i membri del gruppo possono caricare aggressivamente gli intrusi, comprese barche con esseri umani a bordo.
La longevità massima documentata in natura è stata di otto anni. In cattività questa può aumentare a 17 anni, con un record non confermato di 19. L'animale è soggetto a tutta una serie di malattie, compresa la parvovirosi canina, nonché alle infestazioni da parassiti, come le larve di mosca e vari vermi intestinali. Altre cause di morte sono incidenti, gastroenteriti, infanticidio e crisi epilettiche.

### Alimentazione

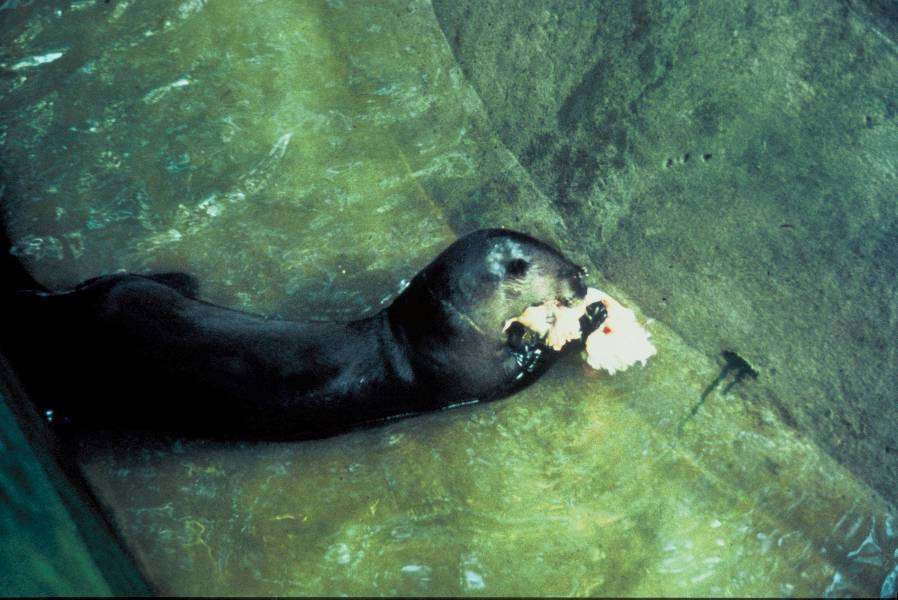
La lontra gigante, quando si nutre, afferra la preda con le zampe anteriori e inizia a divorarla subito a partire dalla testa.

La lontra gigante è un predatore apicale e lo status delle sue popolazioni riflette la salute generale degli ecosistemi fluviali. Si nutre principalmente di pesci, compresi ciclidi, caracidi (come i piranha) e pesci gatto. Nel corso di uno studio della durata di un anno basato sull'analisi delle deiezioni di questa specie nell'Amazzonia brasiliana sono stati rinvenuti resti di pesci in tutti i campioni fecali esaminati. Pesci dell'ordine dei Perciformi, in particolare ciclidi, erano presenti nel 97% delle deiezioni; i Caraciformi, come i caracidi, nell'86%. I resti appartenevano a specie di pesci di medie dimensioni che sembrano preferire acque relativamente poco profonde, il che indica che la lontra gigante cacci probabilmente basandosi sulla vista. Le specie preda erano anche creature sedentarie che generalmente nuotano solo per brevi distanze: anche questo potrebbe aiutare la lontra gigante nella predazione. Anche la caccia in acque poco profonde si è rivelata più remunerativa: il più elevato tasso di successo nella caccia è stato riscontrato in acque dalla profondità inferiore a 60 centimetri. La lontra gigante sembra essere un predatore opportunista che cattura le specie localmente più abbondanti. Nel caso i pesci non siano disponibili, le lontre possono catturare granchi, serpenti e perfino piccoli caimani e anaconde.
La specie può cacciare da sola, in coppia o in gruppo, facendo affidamento sulla vista acuta per localizzare la preda. In alcuni casi più esemplari dello stesso gruppo che cacciano individualmente possono far credere erroneamente che stiano cacciando insieme; una caccia veramente coordinata può aver luogo solo quando la preda non può essere catturata da una sola lontra gigante, come nel caso di piccole anaconde e giovani caimani neri. La lontra gigante sembra prediligere i pesci che rimangono generalmente immobili sul fondo dei fiumi in acque limpide. L'inseguimento è rapido e caotico, fatto di affondi e rapidi cambi di direzione attraverso le secche, e sono pochi i casi in cui l'attacco va a vuoto. La lontra può attaccare sia dall'alto che dal basso, ruotando solo all'ultimo istante per afferrare la preda tra le fauci. Una volta catturata, la preda viene consumata immediatamente: la lontra afferra saldamente il pesce tra le zampe anteriori e lo inizia a mangiare rumorosamente partendo dalla testa. Carter e Rosas hanno scoperto che gli esemplari adulti in cattività consumano quotidianamente una quantità di cibo pari a circa il 10% del loro peso corporeo, circa 3 chilogrammi, un dato in linea con i risultati ottenuti dalle osservazioni in natura.

## Ecologia

### Habitat
La lontra gigante è una specie anfibia, sebbene sia prevalentemente terricola. Vive nei fiumi e nei torrenti, che sono soliti straripare durante la stagione delle piogge, ma si incontra anche nelle sorgenti d'acqua dolce e nei laghi permanenti. Lungo un torrente del Suriname abitato da questa specie si incontrano quattro tipi diversi di vegetazione: una foresta d'alto fusto ripariale, un ambiente misto formato da paludi inondate e foreste d'alto fusto paludose, una foresta di basso fusto inondata e delle isole erbose e dei prati galleggianti all'interno del torrente stesso. La Duplaix ha identificato due fattori fondamentali nella selezione dell'habitat: abbondanza di cibo, che sembra essere correlata ad acque poco profonde, e argini a bassa pendenza dotati di una buona copertura e di un facile accesso agli ambienti acquatici preferiti. La lontra gigante sembra prediligere acque limpide e nere con fondali rocciosi o sabbiosi alle acque limacciose, saline e bianche.

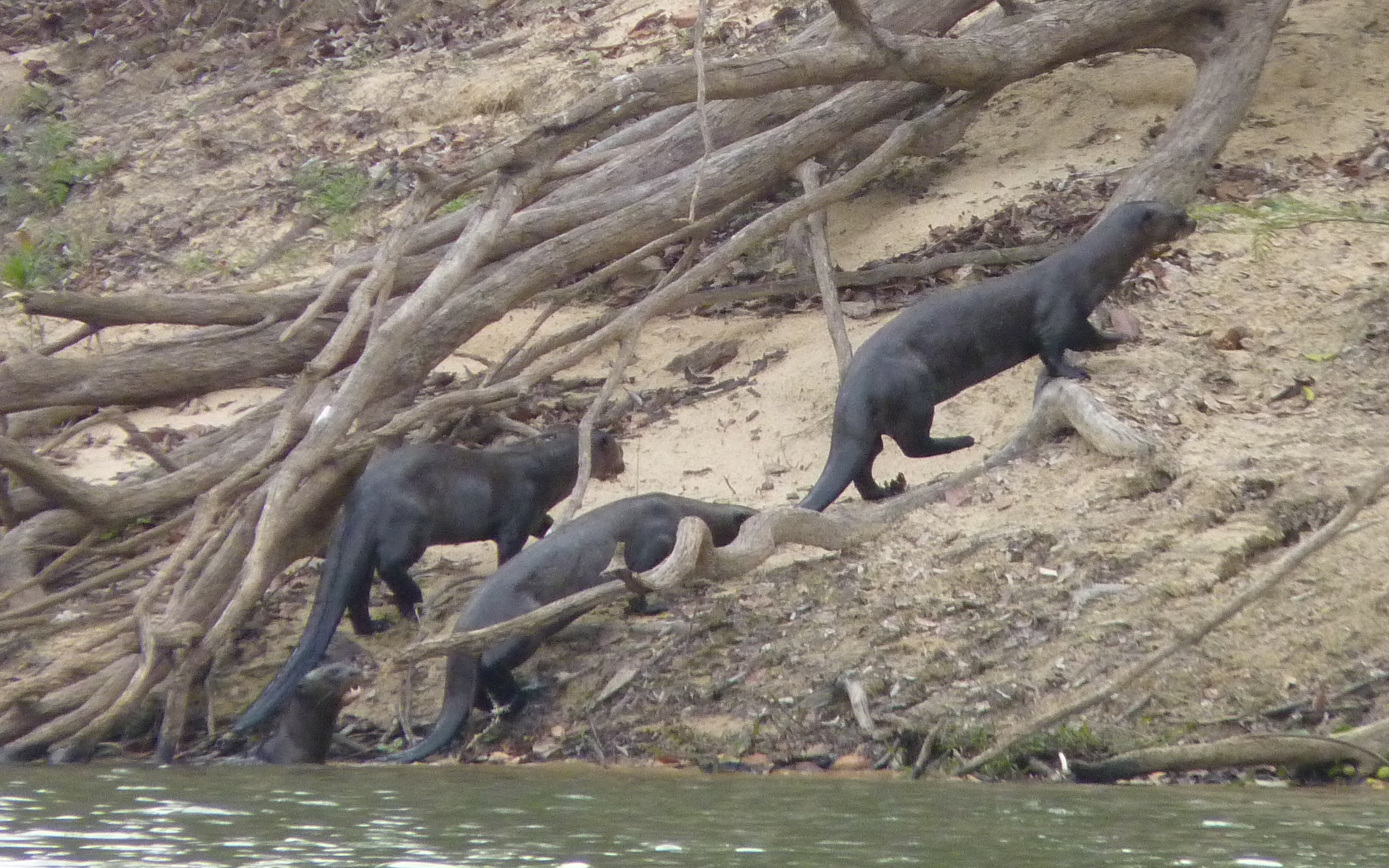
Un gruppo di quattro lontre esce dall'acqua per pattugliare uno dei loro bivacchi su un argine nel parco statale del Cantão.

Le lontre giganti utilizzano le aree lungo i fiumi per costruire tane, bivacchi e latrine. Durante la costruzione dei loro bivacchi, rimuovono quantità significative di vegetazione. Una fonte indica che questi bivacchi misurano al massimo 28 m di lunghezza e 15 di larghezza e sono ben segnalati con secrezioni ghiandolari, urina e feci che indicano il possesso del territorio. Carter e Rosas hanno rinvenuto aree che misurano mediamente un terzo delle dimensioni sopra indicate. Le lontre giganti stabiliscono delle latrine comuni accanto al bivacco e scavano tane munite di vari ingressi, situati per lo più sotto sistemi di radici o alberi caduti. Durante uno studio furono trovati dai tre agli otto bivacchi, raggruppati intorno alle aree di alimentazione. Nelle aree che vengono stagionalmente allagate, la lontra gigante può abbandonare i bivacchi durante la stagione delle piogge, disperdendosi nelle foreste allagate in cerca di prede. Le lontre giganti possono stabilirsi permanentemente nelle località da loro predilette, spesso situate a una certa altezza dal fiume. In questi casi le loro dimore possono diventare piuttosto estese ed essere munite anche di «uscite dal retro» che danno sulla foresta e sulla palude, lontano dall'acqua. Le lontre non visitano o marcano quotidianamente ogni sito, ma di solito li pattugliano tutti; quasi sempre questo compito viene effettuato al mattino da un paio di esemplari.
Le ricerche sul campo hanno luogo generalmente durante la stagione secca e pertanto la nostra comprensione sull'utilizzo dell'habitat da parte di questa specie rimane parziale. Presso tre gruppi di lontre dell'Ecuador, durante la stagione secca, i territori presentavano dimensioni comprese tra 0,45 e 2,79 chilometri quadrati. Secondo Utreras i requisiti e la disponibilutà dell'habitat differiscono notevolmente nella stagione delle piogge: lo studioso ha stimato che in questo periodo i gruppi di lontre occupino territori compresi tra 1,98 e 19,55 chilometri quadrati. Altri ricercatori indicano dimensioni medie di 7 chilometri quadrati e fanno notare una forte correlazione inversa tra la socialità e le dimensioni dell'home range; questa specie altamente sociale, infatti, presenta home range più piccoli di quelli che ci potremmo aspettare per una specie delle sue dimensioni. Le densità di popolazioni rilevate variano da un massimo di 1,2 esemplari per chilometro quadrato registrati nel Suriname a un minimo di 0,154 nella Guyana.

### Predazione e competizione

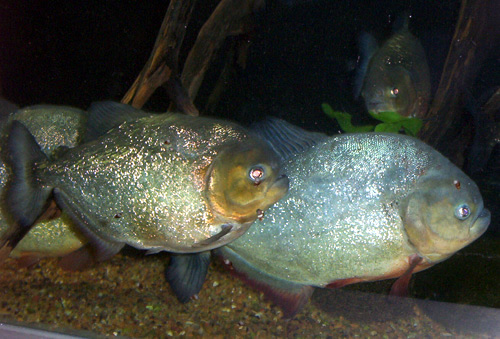
I caracidi come i piranha sono preda della lontra gigante, ma questi pesci aggressivi possono anche costituire un pericolo. La Duplaix ha ipotizzato che i piranha possano attaccare le lontre giganti.

È possibile affermare che le lontre giganti adulte che vivono in gruppi familiari non abbiano veri e propri predatori naturali, nonostante alcune testimonianze parlino di predazioni da parte di caimani neri in Perù e di jacaré nel Pantanal. Inoltre, gli esemplari solitari e i giovani possono essere vulnerabili agli attacchi di giaguari, puma, coccodrilli dell orinoco,  caimani 
e anaconda, ma i casi riportati si basano su testimonianze storiche, non sull'osservazione diretta. I cuccioli sono più vulnerabili e possono essere catturati dai caimani e da altri grandi predatori, anche se gli adulti tengono costantemente d'occhio i giovani quando si allontanano dalla tana e cercano di contrastare possibili predatori. Quando è in acqua, la lontra gigante è minacciata da animali che non vogliono propriamente predarla: le anguille elettriche e le razze d'acqua dolce possono essere potenzialmente mortali nel caso una lontra entri loro in contatto, mentre i piranha possono essere almeno in grado di sferrare morsi a una lontra gigante, come evidenziato dalle cicatrici presenti su certi individui.
Tuttavia, anche senza essere direttamente predata, la lontra gigante deve comunque competere con altri predatori per le risorse alimentari. La Duplaix ha ben documentato l'interazione tra questa specie e la lontra sudamericana. Nonostante le due specie siano simpatriche (cioè occupano lo stesso areale) durante determinate stagioni, non sembra esserci alcun conflitto vero e proprio. La più piccola lontra sudamericana è molto più timida, meno rumorosa e meno socievole; grande circa un terzo della lontra gigante, è più vulnerabile ai predatori e pertanto il suo carattere sfuggente gioca a suo favore. Essendo attiva durante il crepuscolo e la notte, riduce le probabilità di trovarsi in conflitto con la lontra gigante, che al contrario è una specie diurna. Anche l'orientamento alimentare verso prede più piccole, i tipi di dimora diversi e la predilezione per altri tipi di acqua riducono ancora di più l'interazione tra le due specie.
Altre specie che predano risorse alimentari simili sono i caimani e i grandi pesci dalla dieta ittiofaga, come l'anguilla elettrica e i grandi pesci gatto. Due specie diverse di delfino di fiume, il tucuxi e il boto, potrebbero potenzialmente competere con la lontra gigante, ma il diverso tipo di utilizzo del territorio e di preferenze alimentari suggeriscono che la competizione, se esistente, deve essere davvero minima. Inoltre, Defler ha osservato associazioni tra lontre giganti e boto e ha ipotizzato che questi ultimi possono trarre beneficio dai pesci che riescono a sfuggire alle lontre. Un altro potenziale concorrente è il caimano dagli occhiali, ma la Duplaix non ha riscontrato alcun conflitto con esso in Suriname.

## Conservazione
La IUCN classifica la lontra gigante come «specie in pericolo» (Endangered) dal 1999; fino ad allora, essa era sempre stata considerata «specie vulnerabile» (Vulnerable) dal 1982, anno in cui furono a disposizione i primi dati sufficienti per poter ascrivere la specie a una delle diverse categorie di rischio. Essa figura inoltre nell'Appendice I della Convenzione sul commercio internazionale delle specie minacciate di estinzione (CITES): ogni genere di commercio dell'animale o di prodotti da esso ricavati è vietato.

### Minacce
La lontra gigante deve affrontare una serie di gravi minacce. Il bracconaggio ha costituito a lungo un problema. Le statistiche mostrano che tra il 1959 e il 1969 la sola Amazzonia brasiliana forniva dalle 1000 alle 3000 pelli all'anno. La specie venne talmente decimata che il numero di pelli scese ad appena 12 nel 1971. L'istituzione della CITES nel 1973 portò finalmente a una riduzione significativa della caccia, anche se la domanda non scomparve del tutto: negli anni '80, una pelle poteva raggiungere un prezzo di 250 dollari sul mercato europeo. A rendere più facile il massacro ha influito la relativa mancanza di timore delle lontre e la loro tendenza ad avvicinarsi agli esseri umani. Esse sono estremamente facili da cacciare, essendo attive durante tutto il giorno e molto curiose. Inoltre, il relativamente tardo raggiungimento della maturità sessuale e la complessa vita sociale hanno reso la caccia particolarmente disastrosa per la specie.
Più recentemente, le minacce principali sono divenute la distruzione e il degrado dell'habitat: gli studiosi prevedono un'ulteriore diminuzione del 50% del numero di esemplari entro i 20 anni successivi al 2004 (un periodo pari a circa tre generazioni di lontre giganti). In genere sono i taglialegna a penetrare per primi all'interno della foresta pluviale, ripulendo la vegetazione lungo gli argini dei fiumi. A questi seguono gli agricoltori, che con le loro attività impoveriscono sempre di più il terreno e frammentano l'habitat. Man mano che l'attività umana si espande, gli home range delle lontre giganti diventano sempre più isolati e i subadulti che partono alla ricerca di un nuovo territorio non riescono a creare gruppi familiari. Minacce specifiche che provengono dalle attività umane sono il disboscamento insostenibile degli alberi di mogano in certe parti dell'areale della lontra e le elevate concentrazioni di mercurio, un sottoprodotto dell'estrazione dell'oro, nei pesci di cui si nutre. L'inquinamento delle acque provocato dall'estrazione mineraria, dall'estrazione di combustibili fossili e dall'agricoltura costituisce un grave pericolo: le concentrazioni dei pesticidi e di altre sostanze chimiche aumentano a ogni fase della catena alimentare e possono portare all'avvelenamento dei predatori apicali, come la lontra gigante.
Un'ulteriore minaccia è costituita dal conflitto con i pescatori, che spesso considerano la lontra gigante come un elemento di disturbo (vedi sotto). Anche l'ecoturismo pone delle sfide: sebbene sia un'attività economica remunerativa per i locali e utile anche sul piano della sensibilizzazione verso gli animali, per sua natura spinge la specie a entrare sempre più in contatto con gli esseri umani, arrecando anche disturbo alla specie, sia indirettamente che direttamente. Per mantenere popolazioni selvatiche vitali è necessaria l'introduzione di una serie di restrizioni sull'utilizzo del suolo e sull'intrusione umana nell'habitat. Schenck et al., che hanno intrapreso un ampio lavoro di studio sul campo in Perù negli anni '90, suggeriscono l'istituzione di specifiche zone «vietate» nei punti dove la specie viene più frequentemente osservata, compensata dalla creazione di torri e piattaforme che consentano ai turisti di osservare l'animale. Allo scopo di garantire ulteriore protezione è stato proposto di limitare in qualsiasi momento il numero di turisti, di proibire la pesca e di introdurre una distanza di sicurezza minima di 50 metri.

### Distribuzione e popolazione

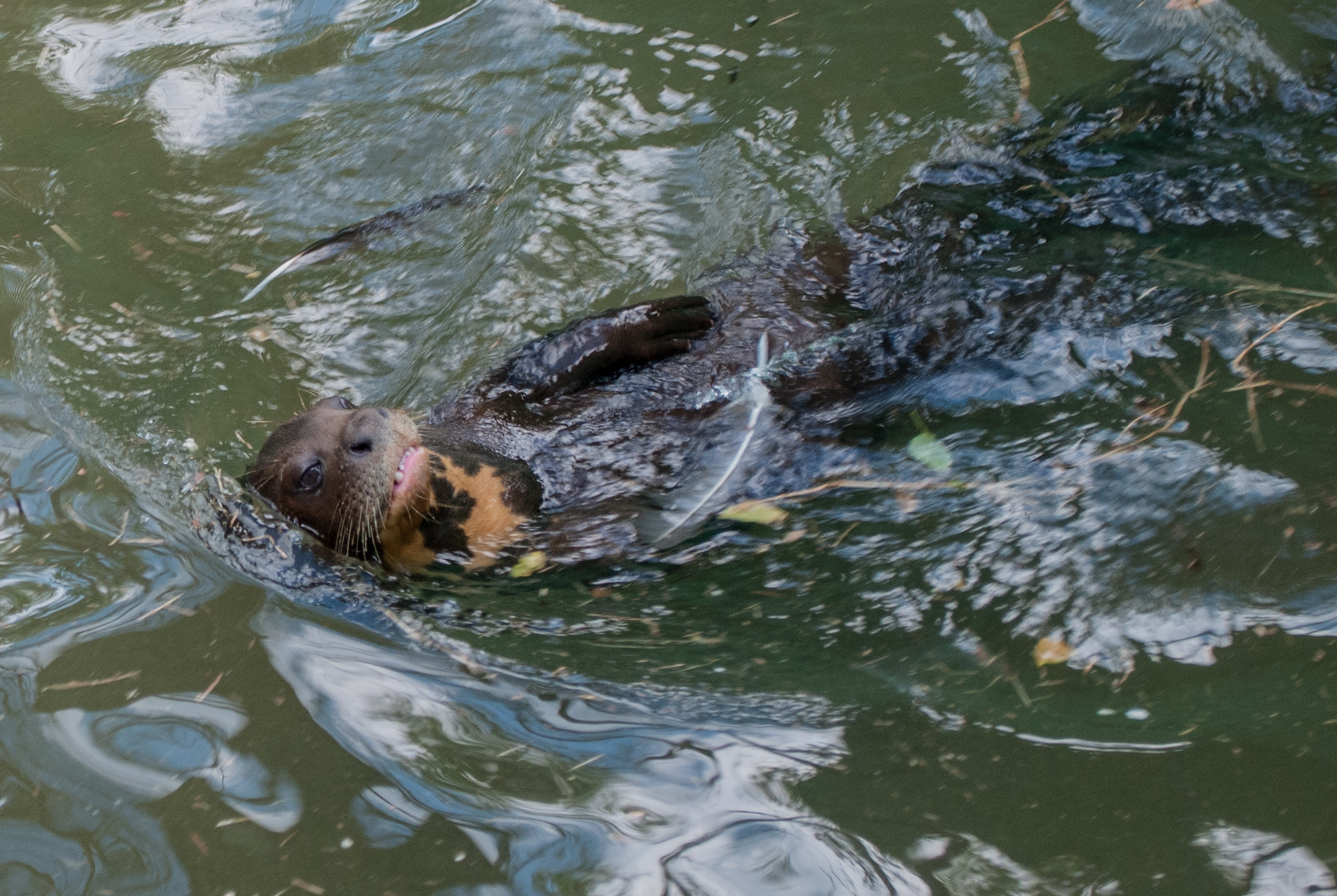
Una lontra gigante in Venezuela.

L'areale sudamericano della lontra gigante si è ridotto quasi dell'80%. Sebbene la specie sia ancora presente in un certo numero di Paesi della parte centro-settentrionale del continente, essa è continuamente sottoposta a un considerevole stress. La IUCN indica che la lontra gigante è presente in Bolivia, Brasile, Colombia, Ecuador, Guyana, Guyana francese, Paraguay, Perù, Suriname e Venezuela. A causa delle estinzioni locali, l'areale della specie è divenuto discontinuo. Il numero totale degli esemplari è difficile da stimare. Uno studio della IUCN del 2006 ha ipotizzato che rimangano tra le 1000 e le 5000 lontre. Un tempo la specie era molto diffusa in Bolivia, ma oggi il Paese è divenuto una «macchia nera» sulle mappe di distribuzione a seguito del bracconaggio protrattosi tra gli anni '40 e '70; nel 2002 nel Paese è stata stimata la presenza di una popolazione relativamente in salute, ma ancora piccola, di 350 esemplari. La specie è probabilmente scomparsa dal Brasile meridionale, ma nella parte occidentale del Paese la diminuzione della pressione venatoria nel Pantanal, una regione di fondamentale importanza per la conservazione della specie, ha portato alla ricolonizzazione dell'area: secondo una stima nella regione vivrebbero 1000 o più esemplari.

Le Guiane sono l'ultima vera roccaforte della specie. Il Suriname, il Paese indicato sulla mappa, presenta ancora una vasta copertura forestale e ha molte aree protette. Ad ovest di esso si trova la Guyana, ad est la Guyana francese.

Nel 2006 il maggior numero di esemplari viveva nell'Amazzonia brasiliana e nelle zone limitrofe. Una popolazione consistente vive nelle zone umide lungo il corso medio del fiume Araguaia, in particolare all'interno del parco statale del Cantão, che, con le sue 843 lanche e le sue vaste superfici di foresta allagata e paludi, costituisce uno dei migliori habitat per questa specie di tutto il Brasile.
Il Suriname possiede ancora una copertura forestale significativa e una vasta rete di aree protette, molte delle quali ospitano la lontra gigante. La Duplaix, tornata nel Paese nel 2000, trovò la lontra gigante ancora presente nel Kaburi Creek, un «gioiello» di biodiversità, anche se la crescente presenza umana e l'utilizzo del suolo fanno temere che, prima o poi, la specie non possa più essere in grado di trovare un habitat adatto per stabilire i suoi bivacchi. In un rapporto per il World Wildlife Fund del 2002, la Duplaix ha espresso con toni enfatici l'importanza del Suriname e delle altre Guiane:
Altri paesi hanno assunto un ruolo guida nell'istituzione di aree protette in America del Sud. Nel 2004 il Perù ha creato una delle aree protette più grandi al mondo, il parco nazionale Alto Purús, di dimensioni simili a quelle del Belgio. Il parco ospita molte specie di piante e animali in via di estinzione, tra cui la lontra gigante, e detiene il record mondiale per quanto riguarda la diversità di mammiferi. La Bolivia ha designato area protetta d'acqua dolce una rete di zone umide più estesa della Svizzera nel 2001; anche qui è presente la lontra gigante.

## Interazioni con i popoli indigeni
In tutto il suo areale la lontra gigante interagisce con i popoli indigeni, che spesso praticano tecniche di caccia e pesca tradizionali. Uno studio effettuato presso cinque comunità indigene della Colombia lascia ipotizzare che l'atteggiamento dei nativi verso questa specie costituisca una minaccia: le lontre sono spesso considerate un animale fastidioso che interferisce con le attività di pesca e talvolta vengono uccise. Anche quando sono stati informati dell'importanza della specie per l'ecosistema e del pericolo di estinzione che corre, gli intervistati hanno mostrato uno scarso interesse a continuare a convivere con la specie. Gli scolari, tuttavia, hanno avuto un'impressione più positiva dell'animale.
In Suriname la lontra gigante non figura tra le specie tradizionalmente oggetto di caccia, il che gioca a favore della sua protezione. (Un ricercatore ha ipotizzato che la lontra gigante possa essere cacciata solamente in casi disperati, dato il sapore orribile delle sue carni.) L'animale a volte annega nelle reti poste nei fiumi e, a quanto afferma la Duplaix, alcuni esemplari mostrano i segni di ferite da machete probabilmente arrecate dai pescatori, ma «la tolleranza è la regola» in Suriname. Tuttavia, nel 2002, è stato osservato un comportamento differente presso le lontre del Paese: questa specie, normalmente curiosa, ha mostrato «un comportamento sfuggente con evidenti segnali di panico» alla comparsa delle imbarcazioni. Il disboscamento, la caccia e il prelievo dei cuccioli potrebbero aver spinto i gruppi di lontre a essere molto più diffidenti nei confronti delle attività umane.
La gente del posto a volte cattura i cuccioli per venderli come animali da compagnia o per tenerli con sé, ma l'animale cresce rapidamente fino a diventare ingestibile. La Duplaix racconta la storia di un indios arawak che aveva preso due cuccioli dai genitori. I genitori, fortemente turbati dalla scomparsa dei giovani, persero rapidamente il loro territorio a vantaggio dei rivali.
La specie è protagonista anche del folklore dei popoli della regione. Svolge un ruolo importante nella mitologia degli Achuar, nella quale le lontre giganti sono degli spiriti dell'acqua chiamati tsunki: sono una sorta di «popolo dell'acqua» che si nutre di pesci. I Bororo hanno una leggenda sull'origine della pratica di fumare il tabacco: coloro che usavano le foglie in modo improprio, inghiottendole, vennero puniti trasformandosi in lontre giganti; i Bororo associano la lontra gigante anche al pesce e al fuoco. Una leggenda ticuna racconta che un giorno la lontra gigante e il giaguaro si scambiarono il posto dove risiedere: secondo questa storia, il giaguaro originariamente viveva nell'acqua e la lontra gigante giungeva a terra solo per mangiare. Gli indigeni kichwa della parte amazzonica del Perù credevano in un mondo acquatico dove Yacuruna regnava in qualità di madre delle acque; suo compito era quello di prendersi cura dei pesci e degli animali e le lontre giganti erano le sue canoe. Un racconto della creazione proprio dei Maxakalí lascia ipotizzare che la pesca con la lontra potrebbe essere stata un'attivita praticata in passato.